# Aleurocanthus rugosa
Aleurocanthus rugosa es un hemíptero de la familia Aleyrodidae, con una subfamilia: Aleyrodinae.
Fue descrita científicamente en 1931 por Singh.